# Museum für Asiatische Kunst

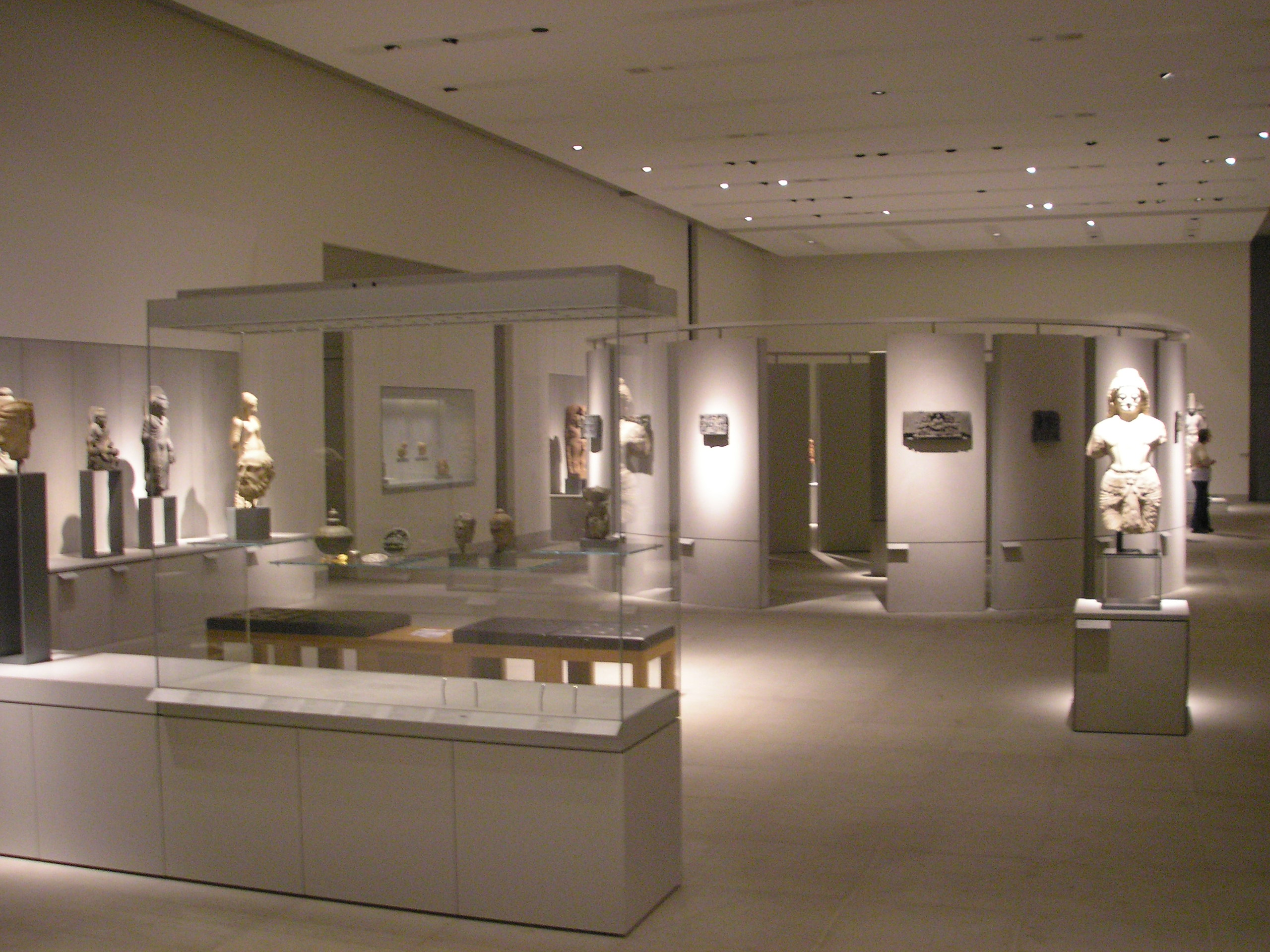
Ostaasiatiska samlingen

Museum für Asiatische Kunst der Staatlichen Museen zu Berlin grundades 2006 genom en sammanslagning av Museum für Indische Kunst och Museum für Ostasiatische Kunst. Det ingår i Staatliche Museen zu Berlin. Museet var till januari 2017 lokaliserat till Museumszentrum Berlin-Dahlem. Ethnologisches Museum och Museum für Asiatische Kunst ligger sedan 2020 i nya lokaler i Humboldt Forum. 

## Kunstsamling från Syd-, Sydost- och Centralasien
Samlingen från Syd-, Sydost- och Centralasien tillhörde ursprungligen det 1873 grundade Museum für Völkerkunde (idag Ethnologisches Museum), från 1904 den "Indiska avdelningen". Genom de fyra så kallade "Turfan-expeditionerna" grundades åren 1902–1914 den centralasiatiska samlingen. Efter andra världskriget beslagtogs en stor del av samlingen som krigsbyte av Sovjetunionen. Senare sammanfördes samlingarna 19565/1957 till Dahlem.

## Den ostasiatiska konstsamlingen
Wilhelm von Bode grundade 1906 samlingen för ostasiatisk konst i Berlin. Den ställdes så småningom ut på Museumsinsel och flyttade 1924 in i Kunstgewerbe-Museums byggnad, numera Martin-Gropius-Bau. 
Efter andra världskrigets slut transporterade den sovjetiska militäradministrationen i Tyskland uppemot 90 procent av samlingen till Sovjetunionen. Dessa föremål finns sedan dess i Eremitaget i Sankt Petersburg. Några objekt har återlämnats till Berlin. Från 1970 användes i Västberlin Museumszentrum Berlin-Dahlem som utställningslokal.
Efter Berlinmurens fall skedde en nyordning av museiorganisationen i Berlin. De båda asiatiska samlingarna sammanfördes 1992 till Dahlem. Åren 2000–2006 fanns Museum für Ostasiatische Kunst, som nu kvarstår som den ostasiatiska konstsamlingen i Museum für Asiatische Kunst.
Den ostasiatiska konstsamlingen har artefakter från Kina, Korea och Japan. Samlingen omfattar omkring 13 000 objekt.

## Bildgalleri

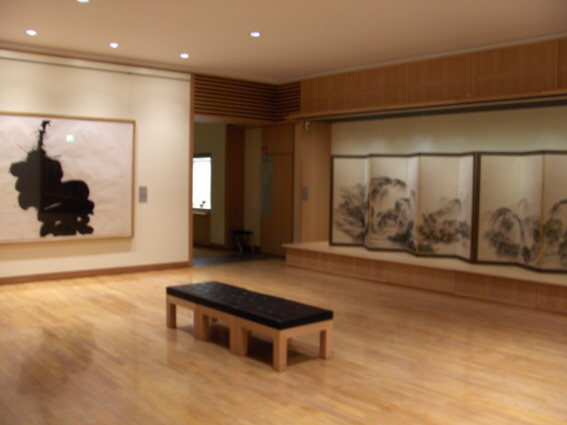
Ostasiatiska konstsamlingen
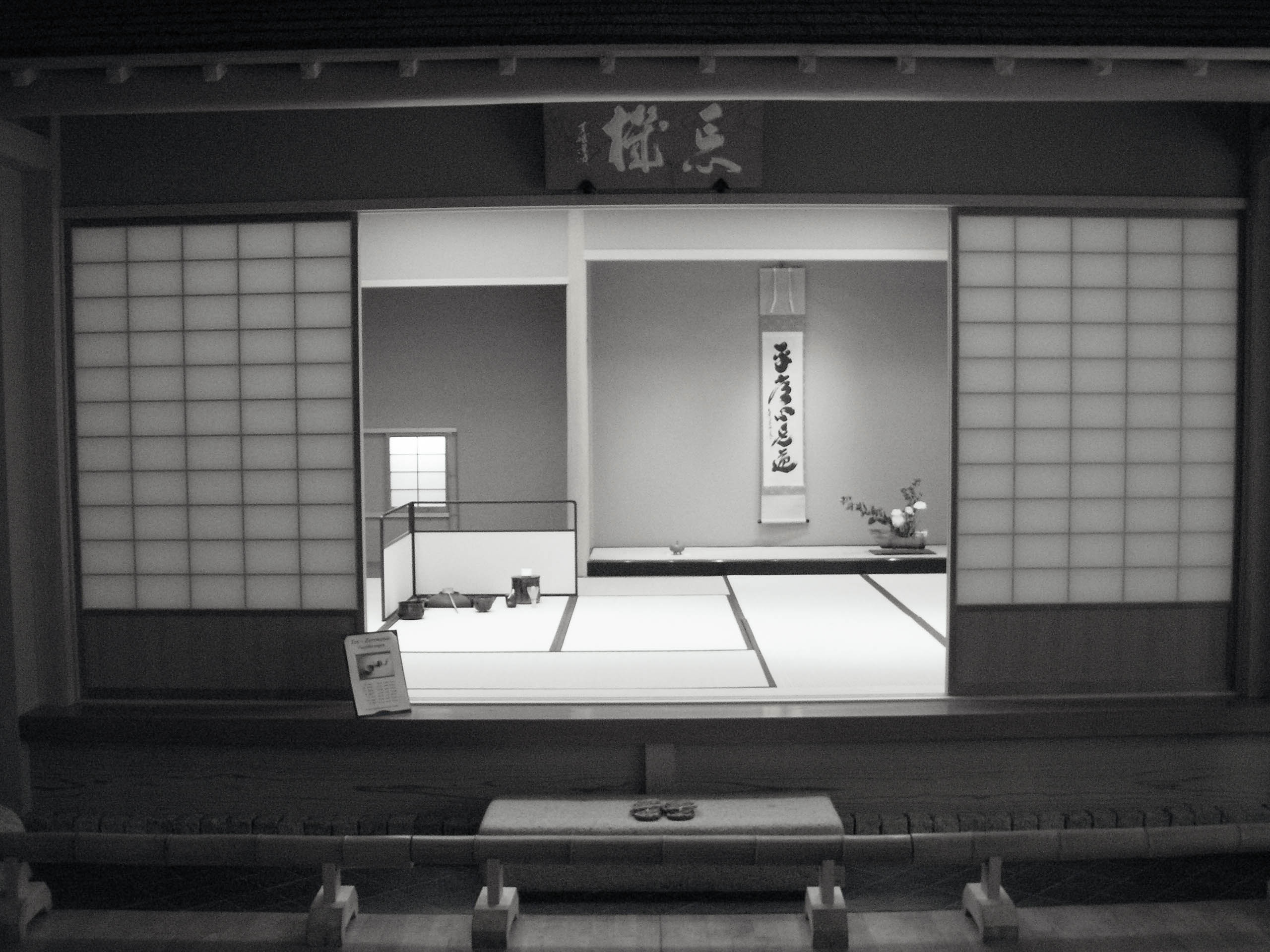
Det japanska téhuset
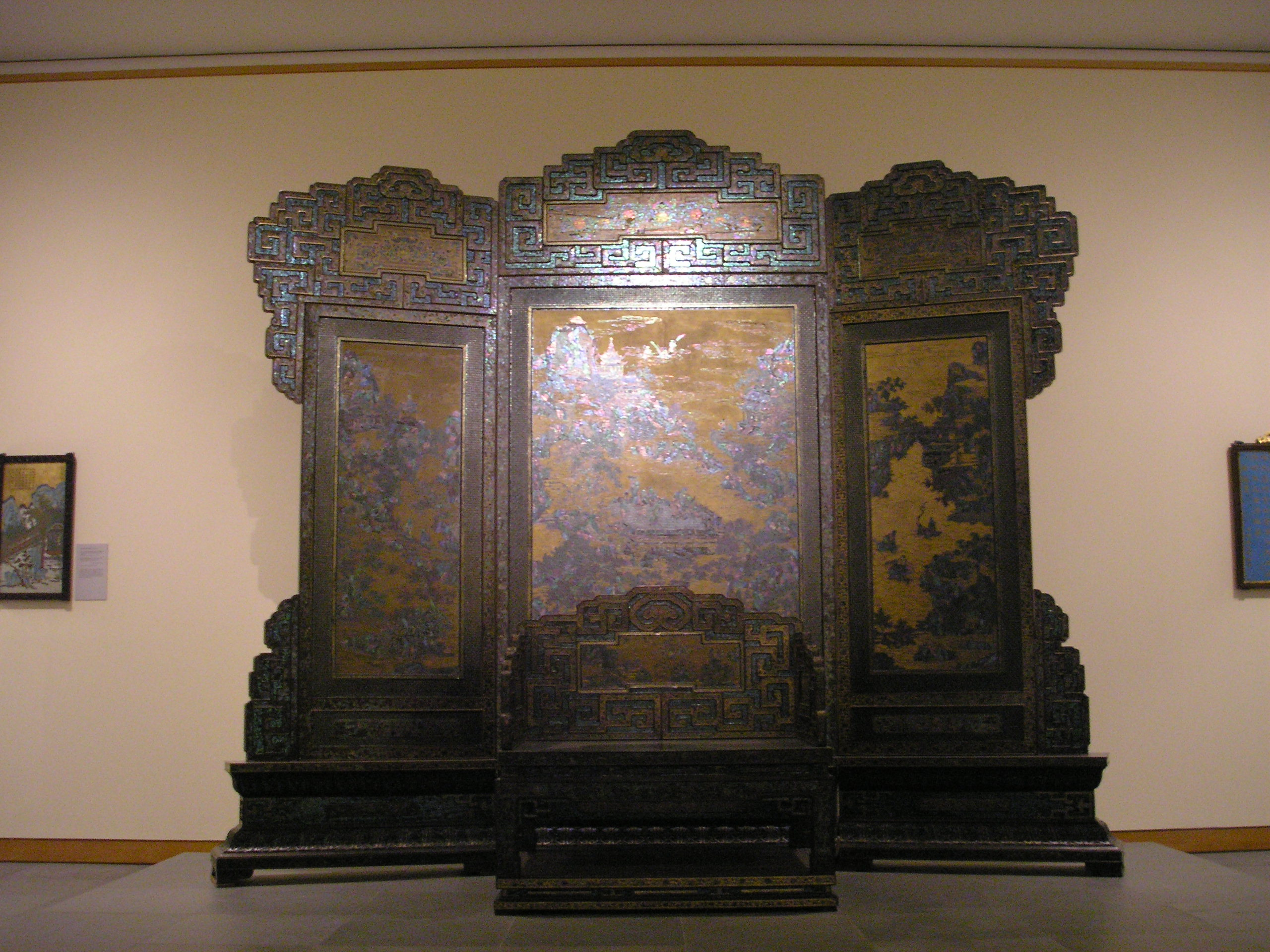
Resetron för Kangxikejsare
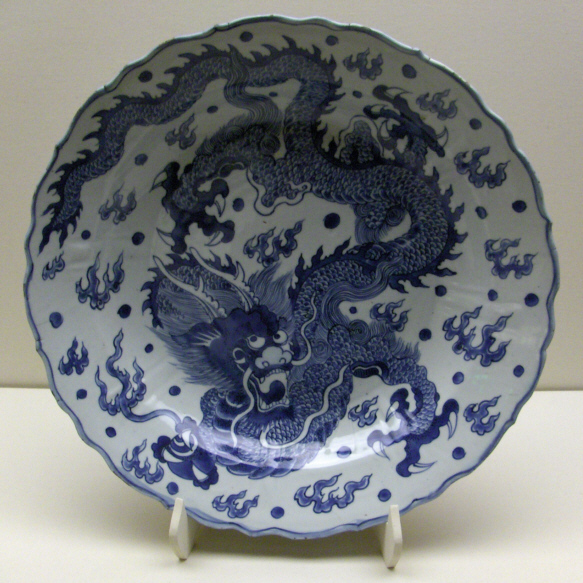
Porslin från Mingdynastin